# Nemici d'infanzia
Pour plus de détails, voir Fiche technique et Distribution.
Nemici d'infanzia est un film dramatique italien réalisé par Luigi Magni et sorti en 1995.
Le film a remporté le David di Donatello du meilleur scénario, écrit par Magni et Carla Vistarini. Le film est adapté d'un roman autobiographique du réalisateur lui-même,.

## Synopsis
Pendant les mois d'occupation de Rome par les nazis, le jeune Paolo est déchiré entre son engagement politique (il est en contact avec les milieux de la Résistance) et ses sentiments (il est amoureux de Luciana, la fille d'un célèbre tortionnaire fasciste). Il finira par sacrifier l'amour à la lutte pour la liberté.

## Fiche technique
- Titre original : Nemici d'infanzia[4]
- Réalisation : Luigi Magni
- Scénario : Luigi Magni, Carla Vistarini
- Photographie : Roberto D'Ettorre Piazzoli
- Montage : Fernanda Indoni
- Musique : Nicola Piovani
- Décors : Lucia Mirisola
- Production : Luciano Perugia, Giorgio Russo
- Sociétés de production : Telecinestar, Istituto Luce, RAI-Radiotelevisione Italiana (Rete 1)
- Pays de production :  Italie
- Langue originale : italien
- Format : Couleurs
- Genre : drame
- Durée : 106 minutes
- Date de sortie : 
  - Italie : 21 avril 1995

## Distribution
- Renato Carpentieri : Corsini
- Paolo Murano : Paolo
- Giorgia Tartaglia : Luciana
- Luigi Diberti : Le père de Paolo
- Nicola Russo : Marco